# Capsule CRD
Pour les articles homonymes, voir Capsule et CRD.

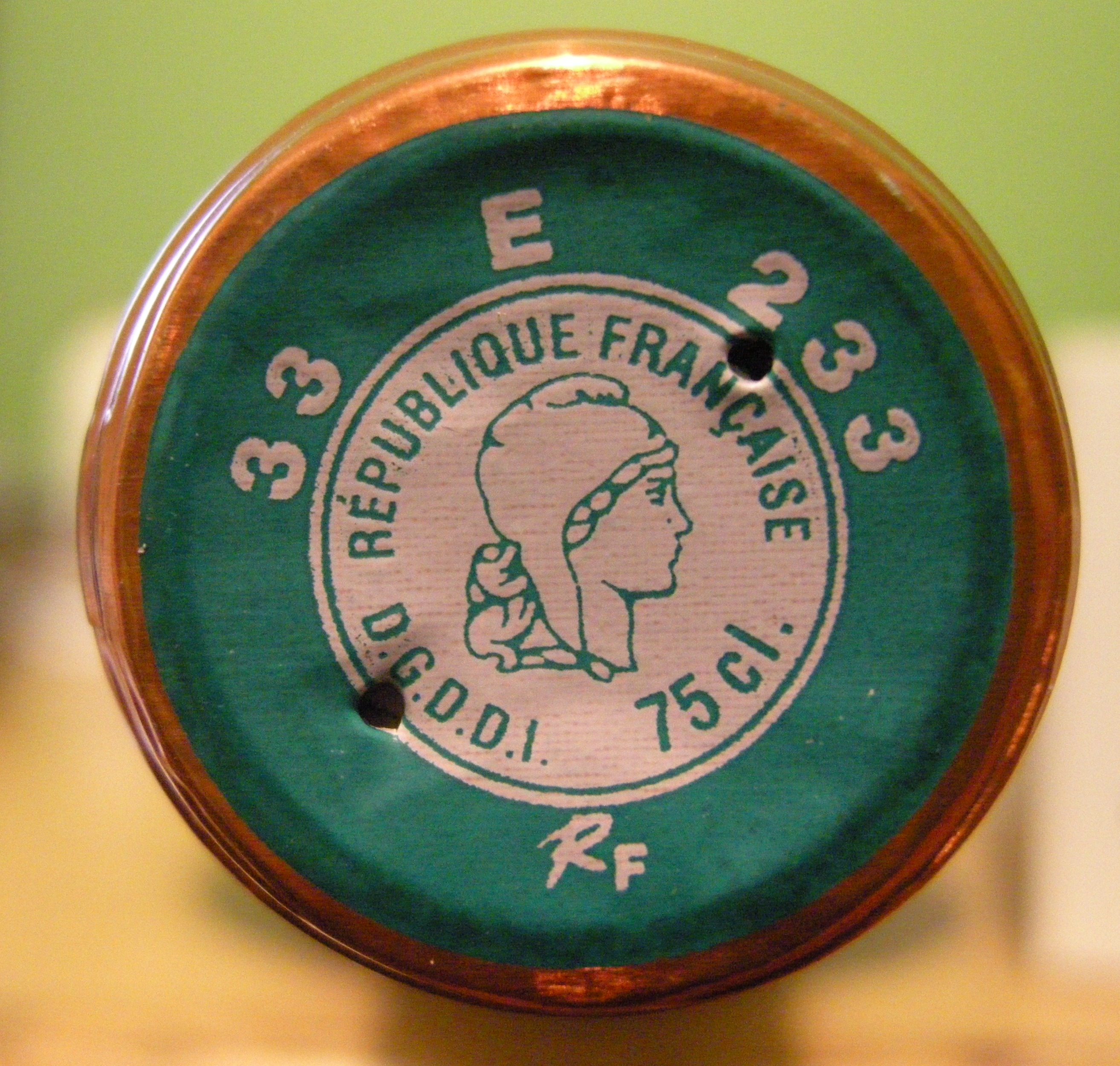
Capsule congé verte.

La capsule CRD (Capsule Représentative de Droit) ou capsule-congé est une capsule apposée sur les bouteilles d'alcools et atteste de l’acquittement du droit d'accise sur les alcools ou taxe indirecte sur les alcools produits et vendus en France ou à l'étranger. Positionnée sur le dessus, elle est ornée du sceau de Marianne et porte une couleur représentative d'appellation. Elle indique que les droits de consommations sur l'alcool ont été acquittés en France auprès de la Direction générale des douanes et droits indirects (DGDDI) et permet alors d'autoriser son transport. Cette taxe indirecte s'applique sur la quantité et non sur la valeur du produit. Ce droit d'accise sur les alcools s'ajoute à la TVA et la Cotisation de Sécurité Sociale (CSS),.
Sa présence n'est plus obligatoire depuis le 1er juin 2019 en application de l'arrêté du 12 juin 2018,. Seuls, les documents de transport suffisent à justifier du paiement de ces droits.
Depuis janvier 2020, pour les contenants ou bouteilles de moins de 3 litres, la capsule CRD reste facultative pour la vente aux particuliers mais reste obligatoire pour la vente entre professionnels.

## Historique
Le haut des bouteilles de vin a autrefois été recouvert d'un « surbouchage » fait de cire d'abeille et d'un enduit de goudron afin d'en garantir l'étanchéité et de montrer que la bouteille n'a pas été ouverte.
Ce serait André Georges Dupré (marchand de vins et spiritueux) qui en 1832, qui en coiffant une bouteille d'alcool d'un cornet de jacquet lors d'une partie de jacquet, aurait eu l'idée de créer une capsule de plomb-étain susceptible de remplacer la cire et le goudron ; il brevète cette idée en 1833.
Puis Jean-Baptiste Féret (éditeurs de guides du vin) comprend qu'en limitant toute entrée d'air dans la bouteille, il prolonge et améliore la conservation du vin ; il invente la marque de garantie intégrée dans le sur bouchage sur la capsule de plomb ou d'alliage étain-plomb.
Ainsi jusqu’en 1993, les capsules dites de surbouchage étaient en plomb pour les vins de qualité. C’est l’étain qui l’a remplacé, avec des alliages moins toxiques, et moins couteux, ou parfois par des bandes d’ouverture facile ou des bouchons à vis.
La capsule CRD a été imposée en 1960, et géré par le Service des alcools, créé par décret le 18 décembre 1935. Service supprimé en 1985, ses activités sont transférées au ministère de l'Agriculture.
Depuis l'arrêté du 5 juillet 2011 relatif aux capsules représentatives de droits sur les alcools et boissons alcooliques, les opérateurs de la filière vinicole peuvent substituer une capsule générique de couleur lie-de-vin (Pantone 209 C) aux capsules de couleur verte ou bleue (A).
Les capsules CRD partant sur l'UE ou pays tiers peuvent être remboursées par la DGDDI sur simple demande. Dans ce cas, la CRD est obsolète.
Une consultation entre professionnels et les services des douanes est engagée depuis juin 2017 afin de contrôler le respect de la règlementation en assurant la traçabilité des produits viticoles et lutter contre les fraudes. L'application de cette nouvelle mesure, publiée le 12 juin 2018, de simplification pour les entreprises permet aux opérateurs de la filière viticole de réaliser des gains de compétitivité et gagner de nouveaux marchés à l'export. Les opérateurs de la filière viticole qui embouteillent du vin ont le choix de continuer d’apposer la CRD ou d'utiliser un des autres titres de mouvement,.
Avant le 1er juin 2019, où la capsule devient facultative, la loi autorise la circulation et commercialisation du vin sur le territoire français sans document d'accompagnement type DSA, DCA ou DAE. Depuis, en France, les bouteilles de vin doivent circuler avec un document d’accompagnement.
Depuis le 1er janvier 2020, les professionnels sont exemptés de formalités à la circulation pour les ventes de vin réalisées en droits acquittés en l'absence de CRD à destination des particuliers. Cette démarche ne concerne pas la circulation entre professionnels, qui reste soumise à l'accompagnement de documents obligatoires.

## Caractéristiques
Des mentions et codes couleurs doivent être respectés, ils traduisent le contenu de la bouteille, et des informations administratives sur le producteur.

### Couleurs
La couleur de la capsule CRD permet de distinguer le niveau d'appellation d'un vin conformément aux articles : 54-0 D et 54-0 E, du code général des impôts,.
| Verte            | Vins tranquilles ou mousseux répondant à la définition des vins de qualité produits dans des régions déterminées (VQPRD) qui comprennent, notamment, les appellations d'origine contrôlée (AOC) et les vins délimités de qualité supérieure (VDQS).                                        |
| Bleue            | Les autres vins y compris les boissons fiscalement assimilées au vin (Vin de pays et Vins de table). |
| Rouge lie-de-vin | Permet de remplacer pour le vin, depuis l'arrêté du 5 juillet 2011, les capsules vertes et bleues, mais exclut les vins mousseux à appellation d’origine contrôlée « Champagne », les vins doux naturels à appellation d’origine contrôlée, et les boissons fiscalement assimilées au vin. |
| Orange           | Alcools intermédiaires bénéficiant d’une appellation d’origine contrôlée (Vins spéciaux et Vins de liqueur). |
| Jaune            | Le cognac et l’armagnac. |
| Grise            | Autres produits intermédiaires (ratafia par exemple). |
| Rouge            | Le rhum traditionnel des DOM. |
| Blanche          | Autres alcools. |

### Mentions
Suivant les indications de l'article : 54-0 C, du code général des impôts dont les entrepositaires agréés sont comptables des droits représentés par les capsules reçues,.
Le premier des deux exemples ci-contre mentionne sur la couronne l'indication « 83 E 503 » :
- Le premier numéro à deux chiffres fait référence au numéro du département (« 83 » pour le département du Var, dans l'exemple présent), du siège de l'embouteilleur ou du répartiteur de capsules, pour le cas des capsules collectives. Il peut s'agir du département de production.
- La lettre fait référence à la qualification de l'embouteilleur, qui est parfois écrite en toutes lettres. Trois lettres différentes identifient la nature du professionnel :
  - « R » ou « Récoltant » en toutes lettres ;
  - « N » pour l'indication de « Non-récoltant » ou « Négociant » en toutes lettres ;
  - « E » pour la mention d'« Entrepositaire agréé » (et non pas « Éleveur »).

Jusqu'en 2001, on ne trouvait que la mention « R » ou « N » ; depuis, la mention « E » est possible comme synonyme de « N ». Certains récoltants mentionnent le nom de leur domaine.
- le second numéro est le numéro administratif d'agrément de l'embouteilleur[14] (« 503 », dans l'exemple présent) ou du répartiteur de capsules collectives (dans ce dernier cas, il s'agit la plupart du temps des nombres « 01 » ou « 02 »).

Dans le pion fiscal et autour de « Marianne », il est indiqué la contenance de la bouteille, les mentions République française et DGDDI et, le cas échéant, le titre alcoométrique volumique.

## Impact sur la santé
Après avoir constaté au début des années 2000, que le vin rouge contenait fréquemment des taux de plomb induisant un risque pour la santé (au point d'être devenu à la fin des années 1990 la première source de plomb dans l'alimentation des français selon une conférence de consensus sur la femme enceinte en France), il est apparu que l'oxydation de la capsule de plomb (ou d'étain contenant des traces de plomb) pouvait être l'une des sources de plomb absorbé avec le vin. La profession viticole nie ou discute le degré de risque de corrosion du plomb,. Une étude basée sur la signature isotopique du plomb, publiée dans Journal of Enology and Viticulture a conclu à une absence de risque pour des bouteilles récemment encapsulées sauf si le bouchon était percé ou insuffisamment étanche ou si la capsule était percée au moment du retrait du bouchon ou si le vin se contamine sur le bord du goulot si des oxydes de plomb s'y sont déposés. Selon Kaufmann (1998) la présence ou l'absence de capsules étain-plomb a une influence, mais en moyenne mineure, sur le taux de plomb dans le vin embouteillé ; selon lui ce sont plutôt les robinets en laiton des installations de vinification (laiton qui contient du plomb) qui seraient en cause.
Pour des raisons sanitaires (risque de saturnisme à limiter tant que possible), scientifiques et politiques, la loi a peu à peu interdit les capsules d'étain et de plomb dans l'Union européenne ainsi qu'aux États-Unis. Des efforts continuent à être faits pour diminuer la teneur en plomb des vins.

## Impact environnemental
Le bilan environnemental d'une capsule en métal est non négligeable, depuis son caractère facultatif de 2019, sa pertinence est remise en question. Elle peut être remplacée par une « bandule », bande de papier collée sur le bouchon et le goulot de la bouteille. Cette initiative fait suite aux tensions d'approvisionnement et à la hausse des prix des capsules avec la pandémie de Covid-19, selon Michel Chapoutier cette nouvelle méthode sera moins coûteuse et plus écologique, réduisant notamment l'impact carbone de l'aluminium.

## Galerie

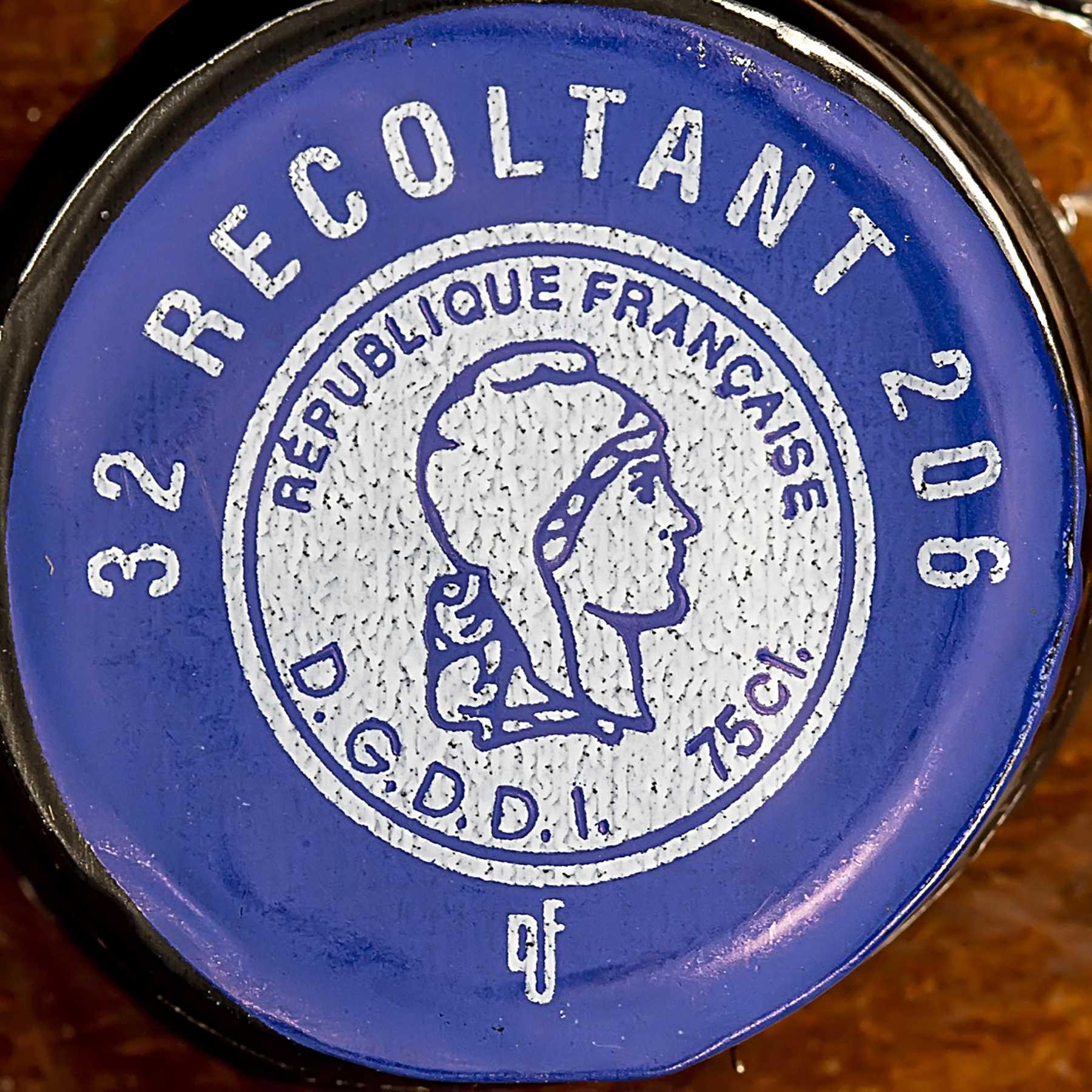
Capsule CRD bleue mentionnée « 32 Récoltant 206 ».
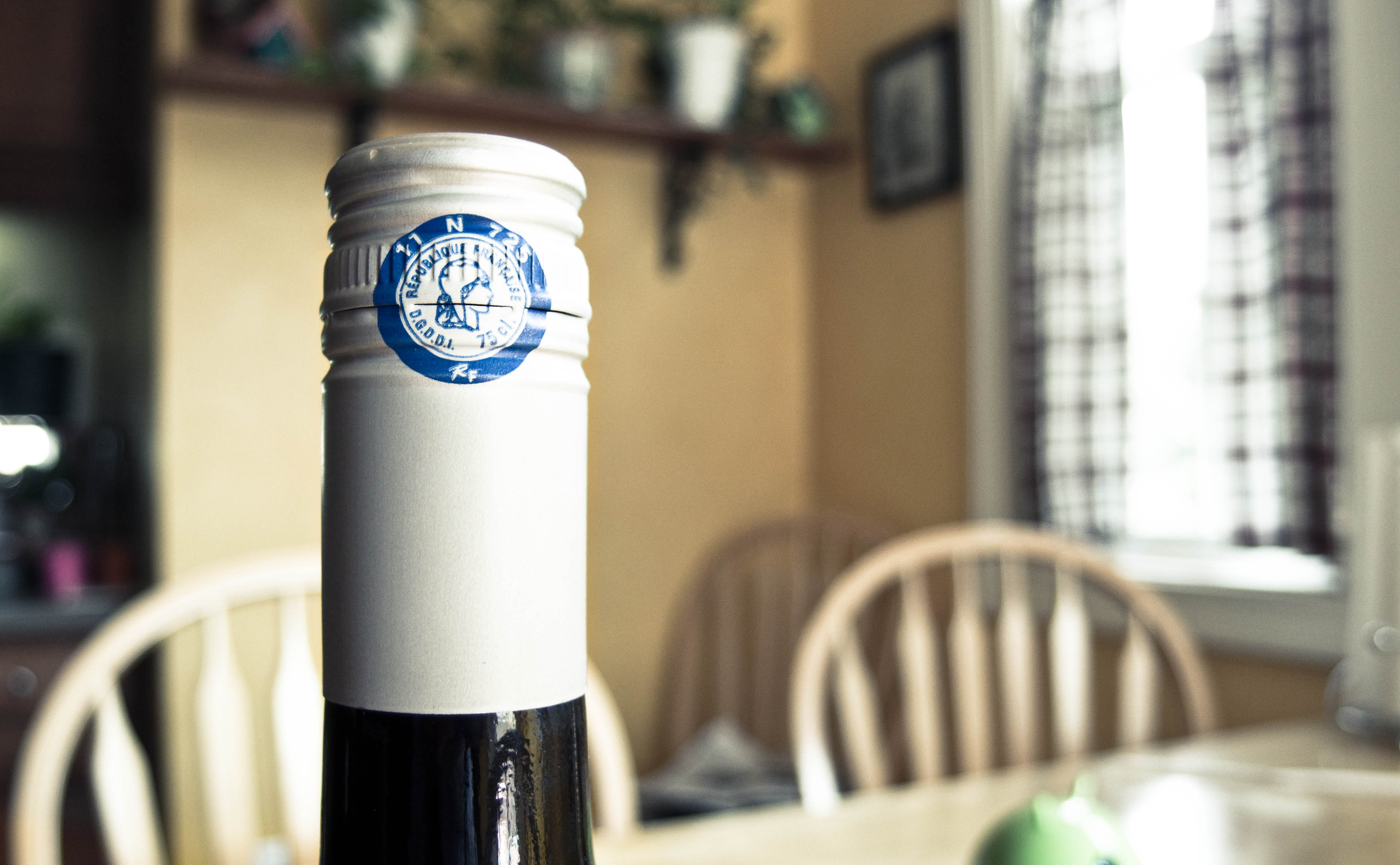
Capsule congé bleue sur une bouteille de vin avec un bouchon à visser.
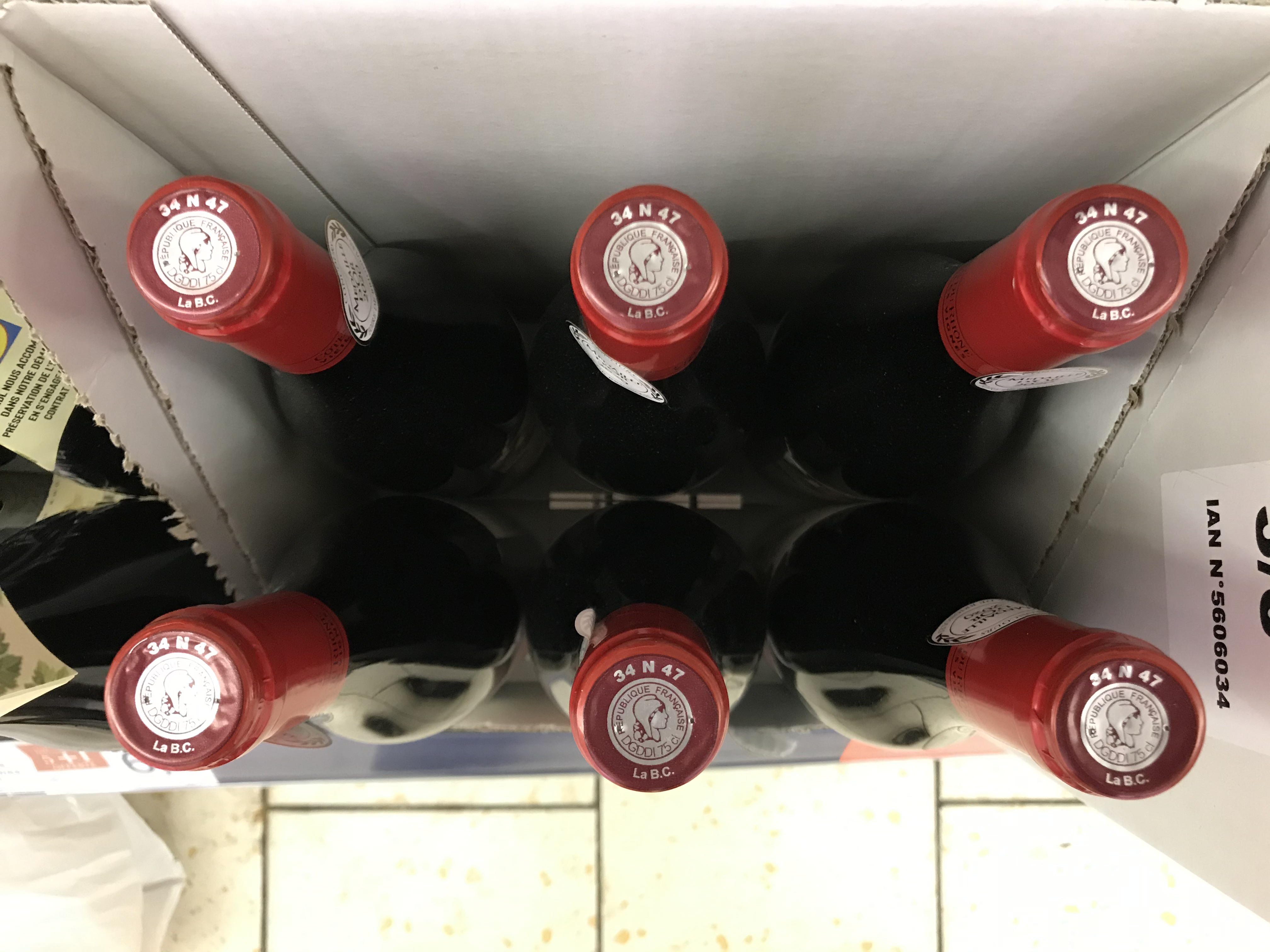
Lot de bouteilles avec des capsules-congés rouges en 2020.
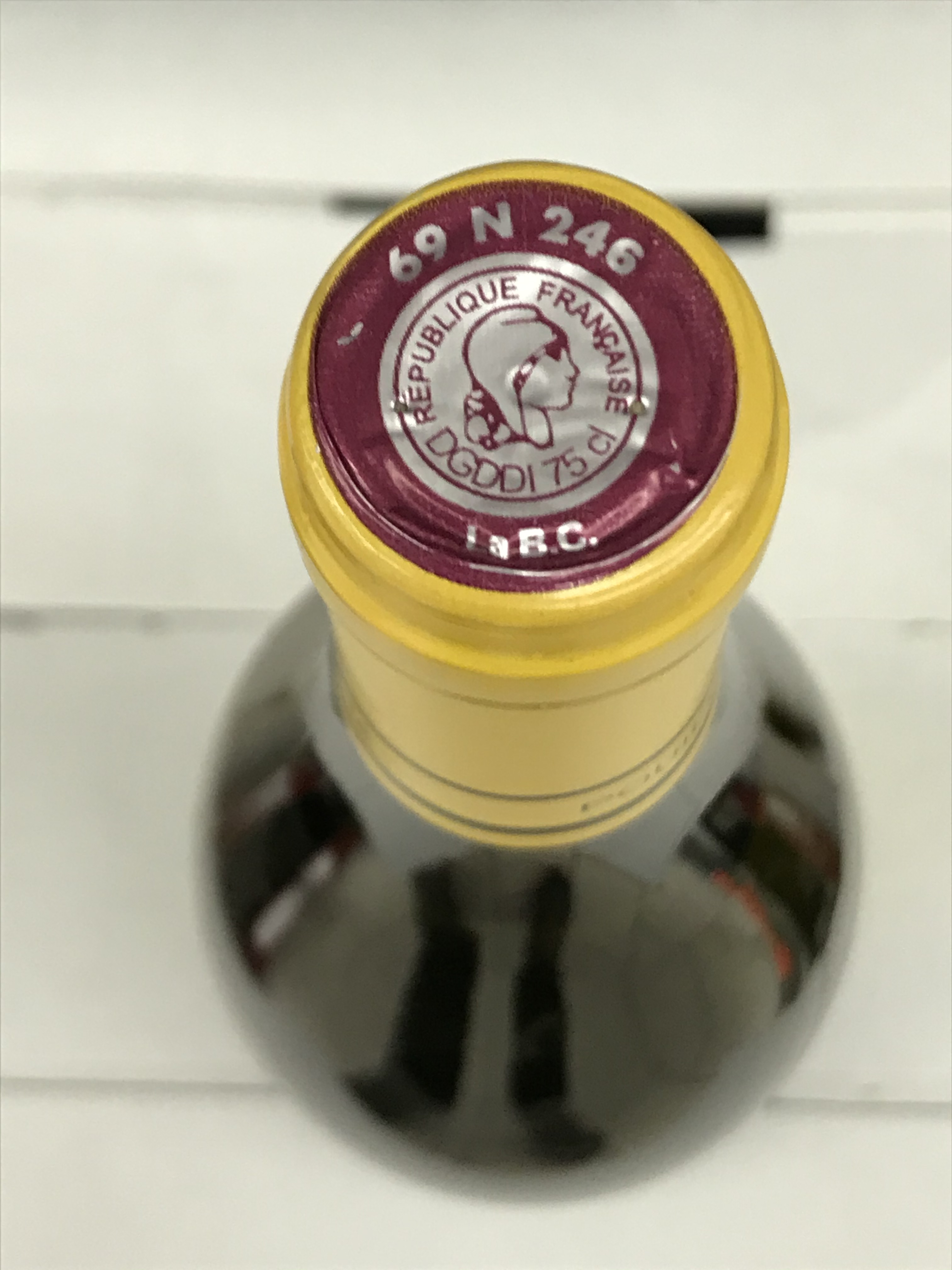
Capsule CRD rouge portant l'indication « 69 N 246 ».
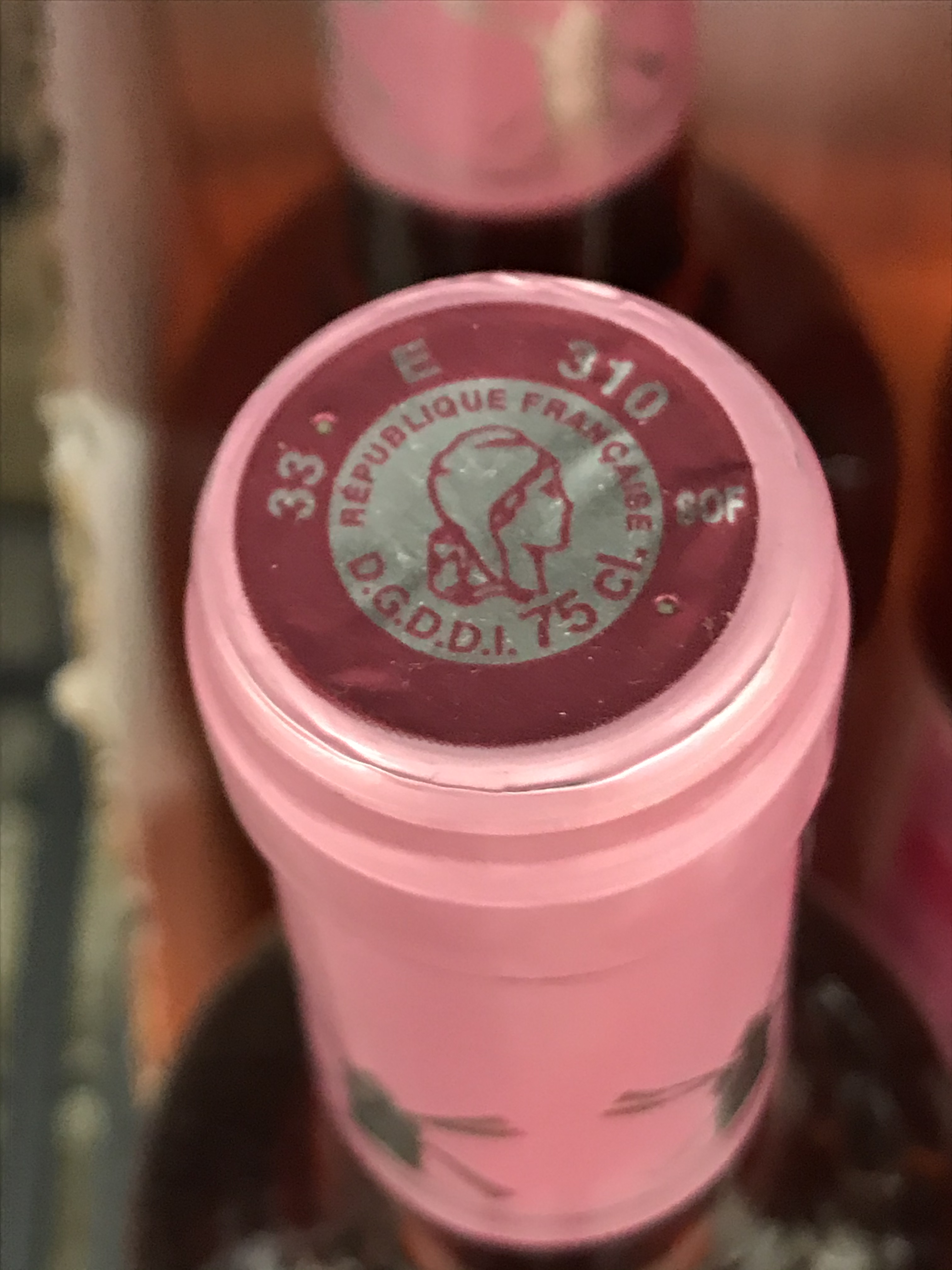
Capsule CRD rouge lie-de-vin mentionnée « 33 E 310 ».
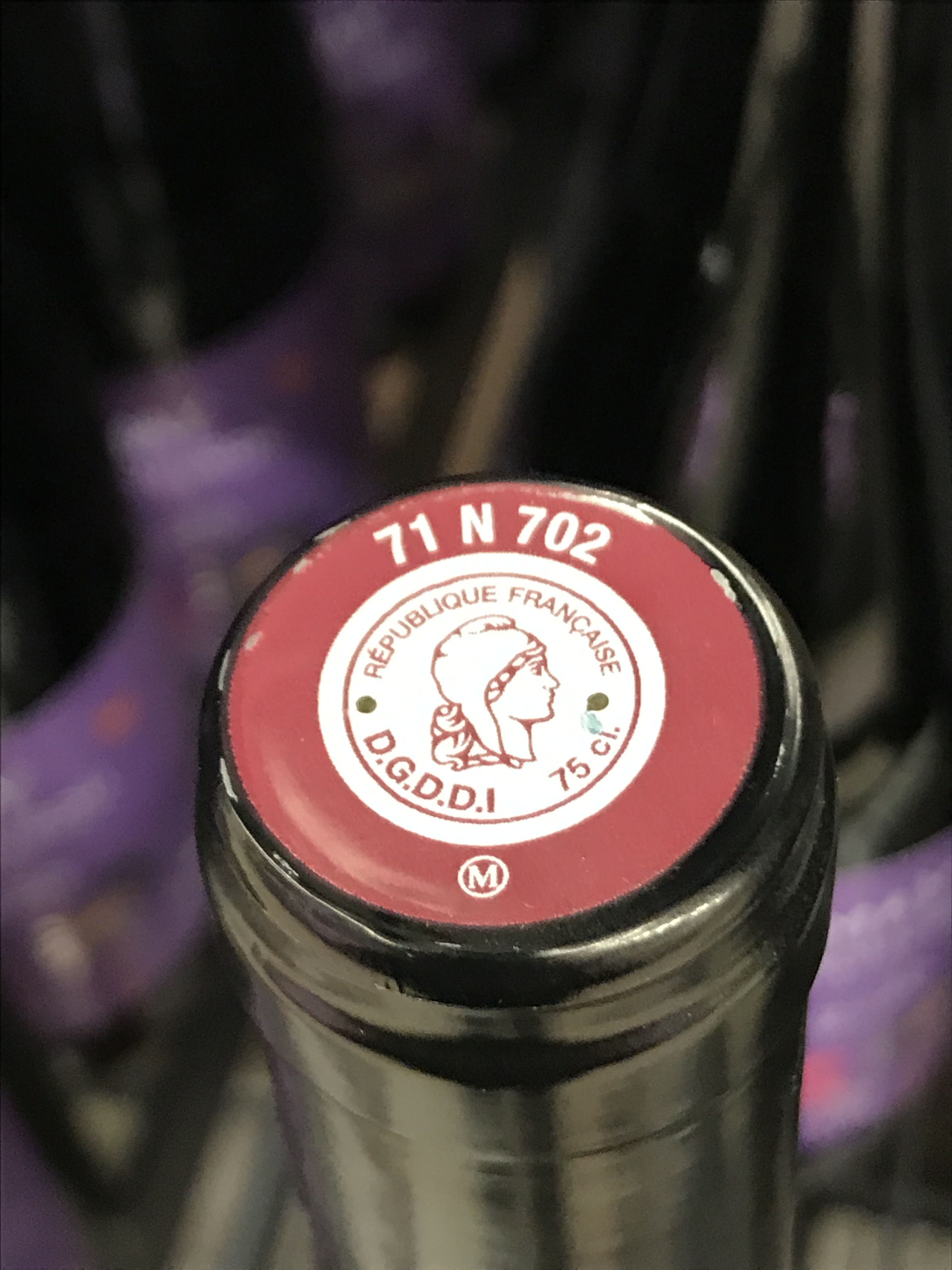
Capsule-congé rouge mentionnée « 71 N 702 ».